# Marionina cliarensis
Marionina cliarensis is een ringworm uit de familie van de Enchytraeidae. De wetenschappelijke naam van de soort is voor het eerst geldig gepubliceerd in 1913 door Southern.